# Tom Hardy
Edward Thomas "Tom" Hardy (n. 15 septembrie 1977, Hammersmith, Londra, Anglia) este un actor englez. Și-a început cariera în drame de război, fiind ales pentru rolul lui John Janovec în miniseria Camarazi de război. Și-a făcut debutul în cinematografie în 2001, în thrillerul Black Hawk Down, regizat de Ridley Scott. Acesta a fost nominalizat la Oscar pentru rolul lui din filmul The Revenant.

## Filmografie

### Film
| An   | Titlu                              | Rol                                | Note                                     |
| ---- | ---------------------------------- | ---------------------------------- | ---------------------------------------- |
| 2001 | Black Hawk Down                    | Spc. Lance Twombly                 | Creditat ca Thomas Hardy                 |
| 2002 | Star Trek: Nemesis                 | Shinzon                            |                                          |
| 2002 | Deserter                           | Dupond                             |                                          |
| 2003 | The Reckoning                      | Straw                              |                                          |
| 2003 | dot the i                          | Tom                                |                                          |
| 2003 | LD 50 Lethal Dose                  | Matt                               |                                          |
| 2004 | EMR                                | Henry                              |                                          |
| 2004 | Layer Cake                         | Clarkie                            |                                          |
| 2005 | Gideon's Daughter                  | Andrew                             | Film de televiziune                      |
| 2005 | Batter Up                          |                                    | Film scurt                               |
| 2006 | A for Andromeda                    | John Fleming                       |                                          |
| 2006 | Minotaur                           | Theo                               |                                          |
| 2006 | Marie Antoinette                   | Raumont                            |                                          |
| 2006 | Scenes of a Sexual Nature          | Noel                               |                                          |
| 2006 | Sweeney Todd                       | Matthew                            | Film de televiziune                      |
| 2007 | Flood                              | Zack                               |                                          |
| 2007 | WΔZ                                | Pierre Jackson                     |                                          |
| 2007 | Stuart: A Life Backwards           | Stuart Shorter                     |                                          |
| 2007 | The Inheritance                    | Dad                                | Film scurt                               |
| 2008 | Sucker Punch                       | Rodders                            |                                          |
| 2008 | RocknRolla                         | Handsome Bob                       |                                          |
| 2008 | Bronson                            | Charles Bronson / Michael Peterson |                                          |
| 2009 | Thick as Thieves                   | Det. Michaels                      |                                          |
| 2010 | Inception                          | Eames                              |                                          |
| 2011 | Sergeant Slaughter, My Big Brother | Dan                                | Film scurt                               |
| 2011 | Tinker Tailor Soldier Spy          | Ricki Tarr                         |                                          |
| 2011 | Warrior                            | Tommy Riordan / Conlon             |                                          |
| 2012 | This Means War                     | Tuck Hansen                        |                                          |
| 2012 | The Dark Knight Rises              | Bane                               |                                          |
| 2012 | Lawless                            | Forrest Bondurant                  |                                          |
| 2013 | Locke                              | Ivan Locke                         |                                          |
| 2013 | Peaky Blinders                     | Alfie Solomons                     |                                          |
| 2014 | The Drop                           | Bob Saginowski                     |                                          |
| 2015 | Child 44                           | Leo Demidov                        |                                          |
| 2015 | Mad Max: Fury Road                 | Max Rockatansky                    |                                          |
| 2015 | Legend                             | Ronald Kray / Reginald Kray        |                                          |
| 2015 | The Revenant                       | John Fitzgerald                    |                                          |
| 2017 | Dunkirk                            | Farrier                            |                                          |
| 2017 | Taboo                              | James Keziah Delaney               |                                          |
| 2018 | Venom                              | Eddie Brock/Venom                  |                                          |
| 2020 | Capone                             | Al Capone                          |                                          |
| 2021 | Venom: Let There Be Carnage        | Eddie Brock și Venom               | Și co-scenarist și producător            |
| 2021 | Spider-Man: No Way Home            | Eddie Brock și Venom               | Cameo necreditat la mijlocul genericului |
| 2021 | The Matrix Resurrections           | Rol de fundal                      | Figurant, necreditat                     |
| 2023 | The Bikeriders                     | Johnny Davis                       | [ 3 ] [ 4 ]                              |
| 2024 | Venom: The Last Dance              | Eddie Brock și Venom               | Și co-scenarist și producător            |
| 2025 | Havoc                              | Patrick Walker                     | Și producător                            |

### Televiziune
| An   | Titlu                     | Rol                              | Note                  |  |
| ---- | ------------------------- | -------------------------------- | --------------------- |  |
| 2001 | Band of Brothers          | Pfc. John Janovec                | 2 episoade            |  |
| 2005 | Colditz                   | 2nd Lt. Jack Rose                | 2 episoade            |  |
| 2005 | The Virgin Queen          | Robert Dudley, Earl of Leicester | 4 episoade            |  |
| 2007 | Cape Wrath                | Jack Donnelly                    | 5 episoade            |  |
| 2007 | Oliver Twist              | Bill Sikes                       | 5 episoade            |  |
| 2008 | Wuthering Heights         | Heathcliff                       | 2 episoade            |  |
| 2009 | The Take                  | Freddie                          | 4 episoade            |  |
| 2013 | The Aquabats! Super Show! | Silver Skull (voice)             | Episodul: "Anti-bats" |  |
| 2014 | Peaky Blinders            | Alfie Solomons                   | 10 episoade           |  |
| 2017 | Taboo                     | James Delaney                    | 10 episoade           |  |

### Teatru
| An   | Titlu                       | Rol      | Note                |
| ---- | --------------------------- | -------- | ------------------- |
| 2003 | In Arabia We'd All Be Kings | Skank    | Hampstead Theatre   |
| 2003 | Blood                       | Luca     | Royal Court Theatre |
| 2007 | The Man of Mode             | Dorimant | National Theatre    |
| 2010 | The Long Red Road           | Sammy    | Goodman Theatre     |

## Premii și nominalizări
| An   | lucrare                   | Premiu                                                                | Rezultat     |
| ---- | ------------------------- | --------------------------------------------------------------------- | ------------ |
| 2003 | Star Trek Nemesis         | Saturn Award for Best Supporting Actor                                | Nominalizare |
| 2008 | Stuart: A Life Backwards  | British Academy Television Award for Best Actor                       | Nominalizare |
| 2009 | The Take                  | Crime Thriller Award for Best Leading Actor                           | Nominalizare |
| 2009 | Bronson                   | British Independent Film Award for Best Actor                         | Câștigat     |
| 2010 | Bronson                   | Evening Standard British Film Award for Best Actor                    | Nominalizare |
| 2010 | Bronson                   | London Film Critics' Circle Award for British Actor of the Year       | Nominalizare |
| 2010 | Bronson                   | Village Voice Film Poll - Best Actor                                  | Nominalizare |
| 2010 | Inception                 | Washington D.C. Area Film Critics Association Award for Best Ensemble | Nominalizare |
| 2010 | Inception                 | Phoenix Film Critics Society Award for Best Cast                      | Nominalizare |
| 2010 | Inception                 | Scream Award for Breakout Performance - Male                          | Câștigat     |
| 2010 | Inception                 | Central Ohio Film Critics Association Award for Best Ensemble         | Nominalizare |
| 2011 | Inception                 | BAFTA Rising Star Award                                               | Câștigat     |
| 2011 | Inception                 | MTV Movie Award for Best Line From a Movie                            | Nominalizare |
| 2011 | Inception                 | People Choice Award for Favorite On-Screen Team                       | Nominalizare |
| 2011 | Inception                 | Saturn Award for Best Supporting Actor                                | Nominalizare |
| 2011 | Tinker Tailor Soldier Spy | British Independent Film Award for Best Supporting Actor              | Nominalizare |
| 2012 | Tinker Tailor Soldier Spy | Central Ohio Film Critics Association Award for Best Ensemble         | Câștigat     |
| 2012 | Warrior                   | MTV Movie Award for Best Fight (Shared with Joel Edgerton)            | Nominalizare |
| 2012 | Warrior                   | Satellite Award for Best Actor in a Motion Picture Drama              | Nominalizare |
| 2012 | Warrior                   | Teen Choice Award Best Choice Movie Actor - Action                    | Nominalizare |
| 2012 | The Dark Knight Rises     | Teen Choice Award Choice Movie Villain                                | Nominalizare |
| 2013 | The Dark Knight Rises     | MTV Movie Award for Best Villain                                      | Nominalizare |
| 2013 | The Dark Knight Rises     | MTV Movie Award for Best Fight (shared with Christian Bale)           | Nominalizare |
| 2013 | Locke                     | British Independent Film Award for Best Actor                         | Nominalizare |
| 2014 | Locke                     | Los Angeles Film Critics Association Award for Best Actor             | Câștigat     |
| 2014 | Locke                     | European Film Award for Best Actor                                    | Nominalizare |
| 2015 | Locke and The Drop        | London Film Critics' Circle Award for British Actor of the Year       | Nominalizare |